# Pandercetes manoius
Pandercetes manoius är en spindelart som beskrevs av Roewer 1938. Pandercetes manoius ingår i släktet Pandercetes och familjen jättekrabbspindlar. Inga underarter finns listade i Catalogue of Life.